# ولسوالی ده‌یک
ولسوالی دِه‌یک یکی از ۱۹ ولسوالی نوینِ ولایت غزنی، به مرکزیت شهرک رامک در جنوب خاوری افغانستان است. دِه‌یک از ولسوالی‌های درجه سوم ولایت غزنی بوده، ۷۱۰ کیلومترمربع مساحت دارد و جمعیت آن در سال ۱۳۹۹ حدود ۵۵٬۲۶۹ نفر می‌باشد.
در جنوب و جنوب غرب ولسوالی دِه‌یک، ولسوالی اندر، در شمال آن ولسوالی زنه‌خان، در غرب آن ولسوالی غزنی و در شرق آن ولایت پکتیا قرار دارد. اکثریت باشندگان این ولسوالی پشتون‌ها و اقلیت آن تاجیک‌ها می‌باشد.